# Comté de Burt
Pour les articles homonymes, voir Burt.
Le comté de Burt est l'un des comtés de l'État du Nebraska. Le chef-lieu du comté se situe à Tekamah. Le comté a été fondé en 1854.
Selon le Bureau du recensement des Etats-Unis, le comté a une superficie de 1290 km2.

## Comtés adjacents
- comté de Thurston au nord,
- comté de Monona au nord-est,
- comté de Harrison dans l'Iowa au sud-est,
- comté de Washington au sud,
- comté de Dodge au sud-ouest,
- comté de Cuming à l'ouest,

## Municipalités du comté
- Tekamah, siège
- Decatur